# A3高速公路 (法国)
法国A3高速公路是全部路段均位于塞纳-圣但尼省的一条高速公路，主要连接蒙特勒伊、Rosny-sous-Bois和邦迪三市。南部终点在巴黎环城大道的一处立体交叉道上，北部终点在巴黎－勒布尔热机场附近的A1高速公路立体交叉道上。A3高速公路全长约15 千米，是欧洲E15公路的一部分。本高速公路的其中一段与A86高速公路共线。A103高速公路与A186高速公路两条支线在本线中分开。本线路的首段于1969年通车。

## 枢纽

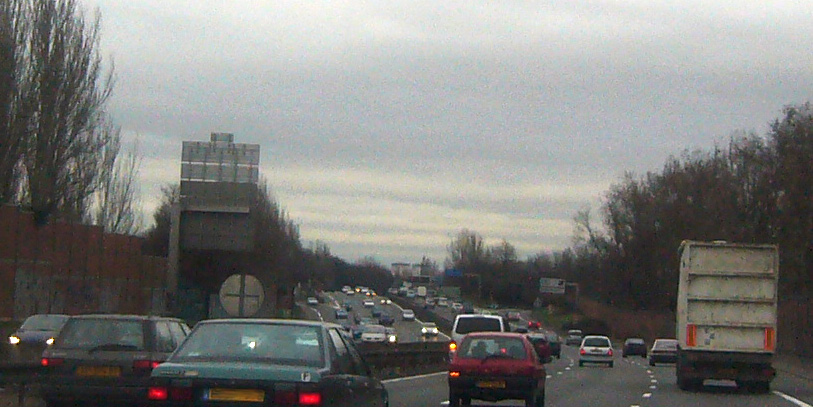
4号出口附近

|           |                             |
| 出口/互通 | 名称                        |
|           | 环城大道                    |
| 1         |                             |
| 2         | 、                          |
| 3         |                             |
| 4         | 邦迪                        |
| 5         | Drancy、Aulnay-sous-Bois    |
| 6         | Le Blanc-Mesnil、Villepinte |
|           |                             |

## 欧洲公路
| 线路名称 | 名称 |
|          | 全线 |